# Valchava
Valchava ([ˌvalˈtɕavɐ]ⓘ; deutsch und bis 1943 offiziell Valcava) ist eine Fraktion der Gemeinde Val Müstair im Kanton Graubünden, Schweiz.
Bis Ende 2008 bildete sie eine eigenständige Gemeinde. Per 1. Januar 2009 fusionierte Fuldera mit den übrigen Schweizer Gemeinden der Talschaft (Fuldera, Lü, Müstair, Santa Maria Val Müstair und Tschierv) zur heutigen Gemeinde Val Müstair.

## Geographie

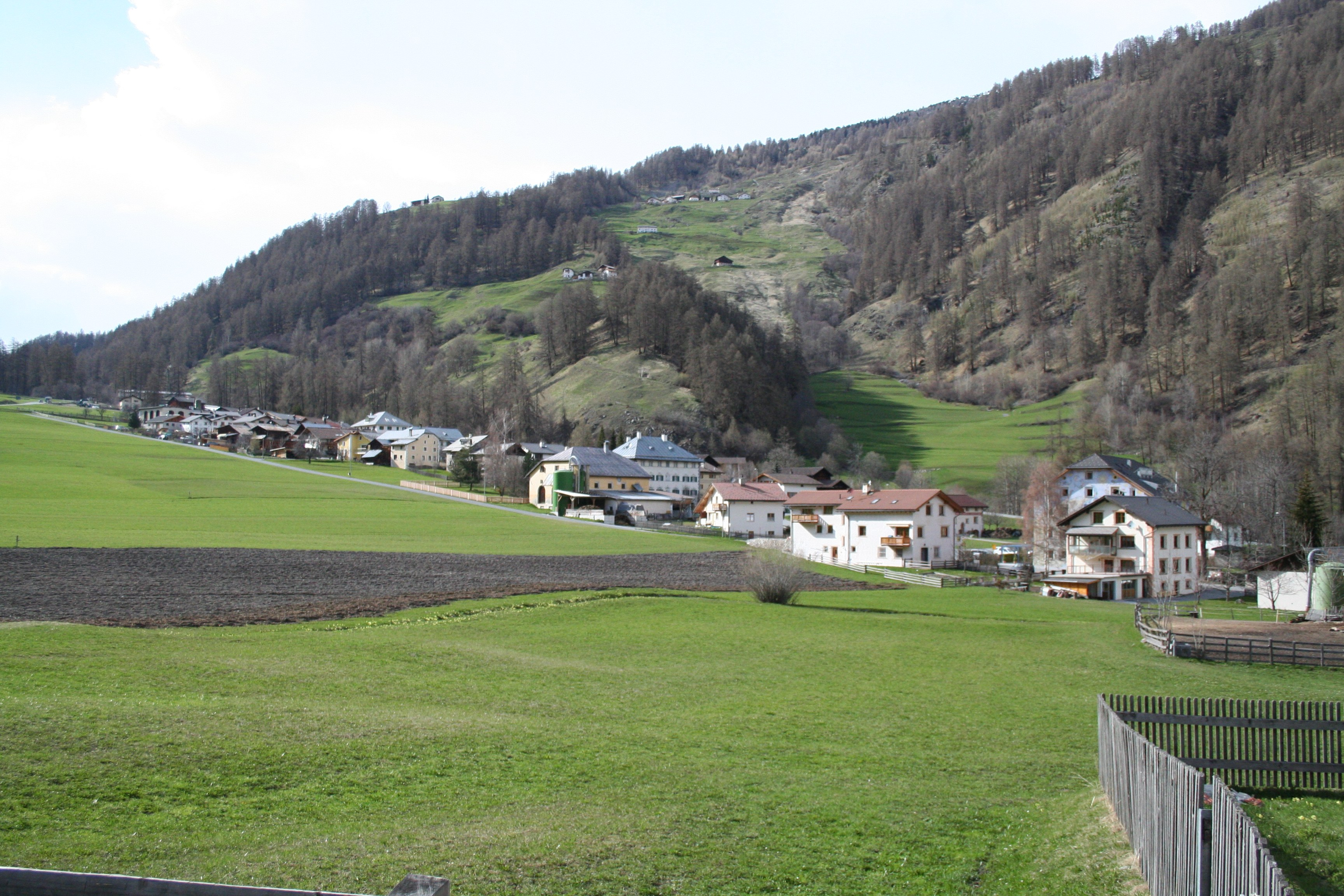
Westlicher Dorfteil

Die ehemalige Gemeinde liegt am rechtsseitigen Hang des Val Müstair (Münstertal) 1,8 Kilometer westlich von Santa Maria Val Müstair. Sie besteht aus dem Dorf, dem Weiler Valpaschun (1771 m ü. M.) und diversen Gehöften. Sowohl im Süden wie auch im Norden reicht die Gemeindegrenze bis auf 2900 m ü. M. Höchster Punkt der Gemeinde ist der Piz Terza (2907 m ü. M.) ganz im Norden.
Vom gesamten früheren Gemeindegebiet von 1671 ha sind 566 ha bewaldet und 313 ha Gebirge. Der Grossteil des landwirtschaftlich nutzbaren Bodens, nämlich 618 von 768 ha, werden als Maiensässen bewirtschaftet. Die restlichen 24 ha des Areals sind Siedlungsfläche.

## Geschichte

Luftbild (1954)

Der Ort wurde 1331 als Valchava mit der Bedeutung «tiefes Tal» urkundlich erwähnt. Valchava wurde vom Kloster Müstair aus besiedelt und bildete mit Tschierv, Lü und Fuldera das Terzal Daint (inneres Terzal) des Tales. Die Kirche bestand schon 1418, die reformierte Lehre wurde in den 1530er Jahren eingeführt, eigene Pfarrer hatte Valchava 1783 bis 1870. Die katholische Kirche wurde 1896 geweiht.
Zerstörungen erlitt das Dorf 1499 im Schwabenkrieg und 1621/1622 in den Bündner Wirren. 1728 verkaufte der Bischof von Chur das ganze Tal an Österreich; 1762 erzwangen die Drei Bünde den Rückkauf. Von 1854 bis 2008 war Valchava selbstständige Gemeinde. 1862 verwüsteten Erdrutsche grosse Teile des Kulturlandes. Zu Valchava gehört die Exklave um die Alp Champatsch, deren alte Gebäude 1989 ins Freilichtmuseum Ballenberg überführt wurden.
Valchava lebt von Ackerbau, Viehwirtschaft, Gewerbe und einem sanften Tourismus. Das frühere Gemeindehaus beherbergt die Talschaftsbibliothek (Biblioteca Jaura), die Chasa Jaura das Talmuseum. Vier Fünftel der Einwohner waren 2000 romanischsprachig.

## Wappen

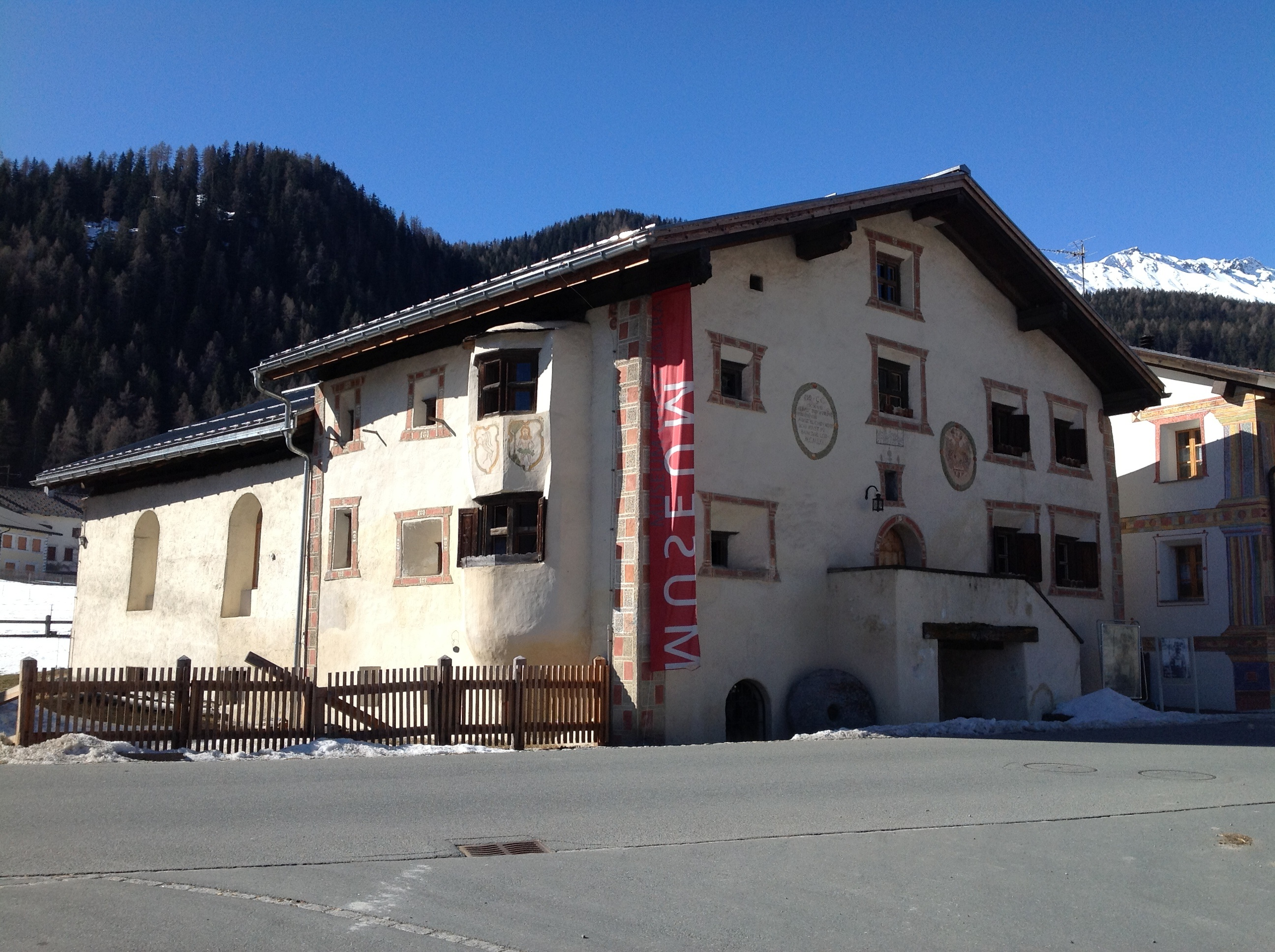
Chasa Jaura

| Wappen von Valchava | Blasonierung: «In Gold (Gelb) ein gestürzter blauer Sparren» |
| Wappen von Valchava | Das Wappen versinnbildlicht den Gemeindenamen gleich zweifach: Der Sparren steht einmal für den Anfangsbuchstaben der Gemeinde und zugleich für den Begriff «Val». |

## Bevölkerung

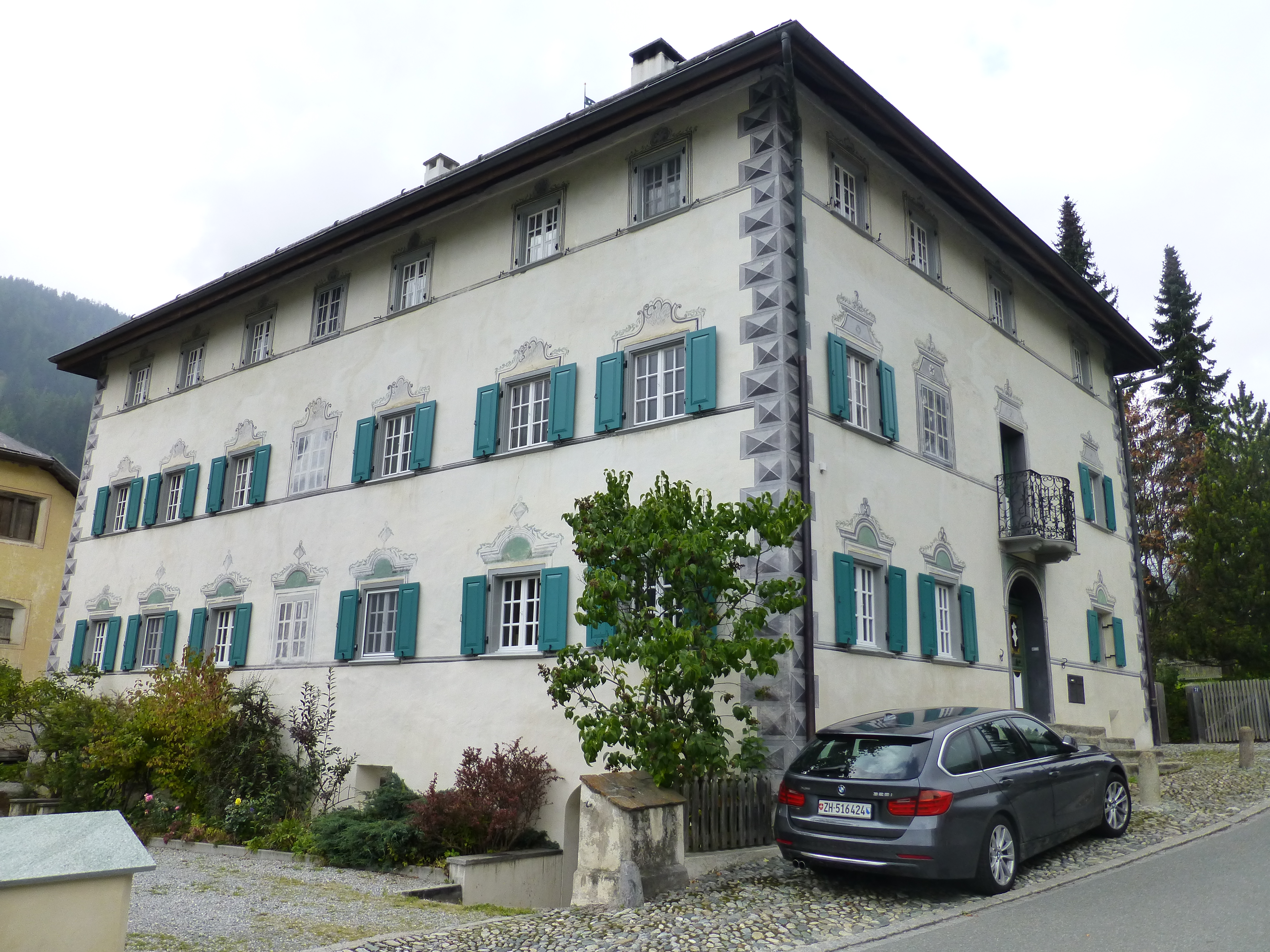
Wohnhaus Melcher

| Bevölkerungsentwicklung | Bevölkerungsentwicklung | Bevölkerungsentwicklung | Bevölkerungsentwicklung | Bevölkerungsentwicklung | Bevölkerungsentwicklung |
| ----------------------- | ----------------------- | ----------------------- | ----------------------- | ----------------------- | ----------------------- |
| Jahr                    | 1850                    | 1900                    | 1950                    | 2000                    | 2007                    |
| Einwohner               | 208                     | 218                     | 252                     | 202                     | 198                     |

### Sprachen
Im 19. Jahrhundert gab es zwar schon eine kleine deutschsprachige Minderheit, doch schrumpfte diese bis 1970 immer mehr. 1880 gaben 69 %, 1910 72 %, 1941 75 % und 1970 sogar 90 % das Romanische als ihre Muttersprache an. Die Sprache der Mehrheit ist bis heute Jauer, ein Dialekt des bündnerromanischen Vallader. Die Entwicklung der vergangenen Jahrzehnte zeigt folgende Tabelle:
| Sprachen      | Volkszählung 1980 | Volkszählung 1980 | Volkszählung 1990 | Volkszählung 1990 | Volkszählung 2000 | Volkszählung 2000 |
| Sprachen      | Anzahl            | Anteil            | Anzahl            | Anteil            | Anzahl            | Anteil            |
| ------------- | ----------------- | ----------------- | ----------------- | ----------------- | ----------------- | ----------------- |
| Deutsch       | 44                | 20,18 %           | 31                | 15,20 %           | 37                | 18,32 %           |
| Rätoromanisch | 168               | 77,06 %           | 167               | 81,86 %           | 163               | 80,69 %           |
| Italienisch   | 5                 | 2,29 %            | 6                 | 2,94 %            | 2                 | 0,99 %            |
| Einwohner     | 218               | 100 %             | 204               | 100 %             | 202               | 100 %             |

### Religionen und Konfessionen

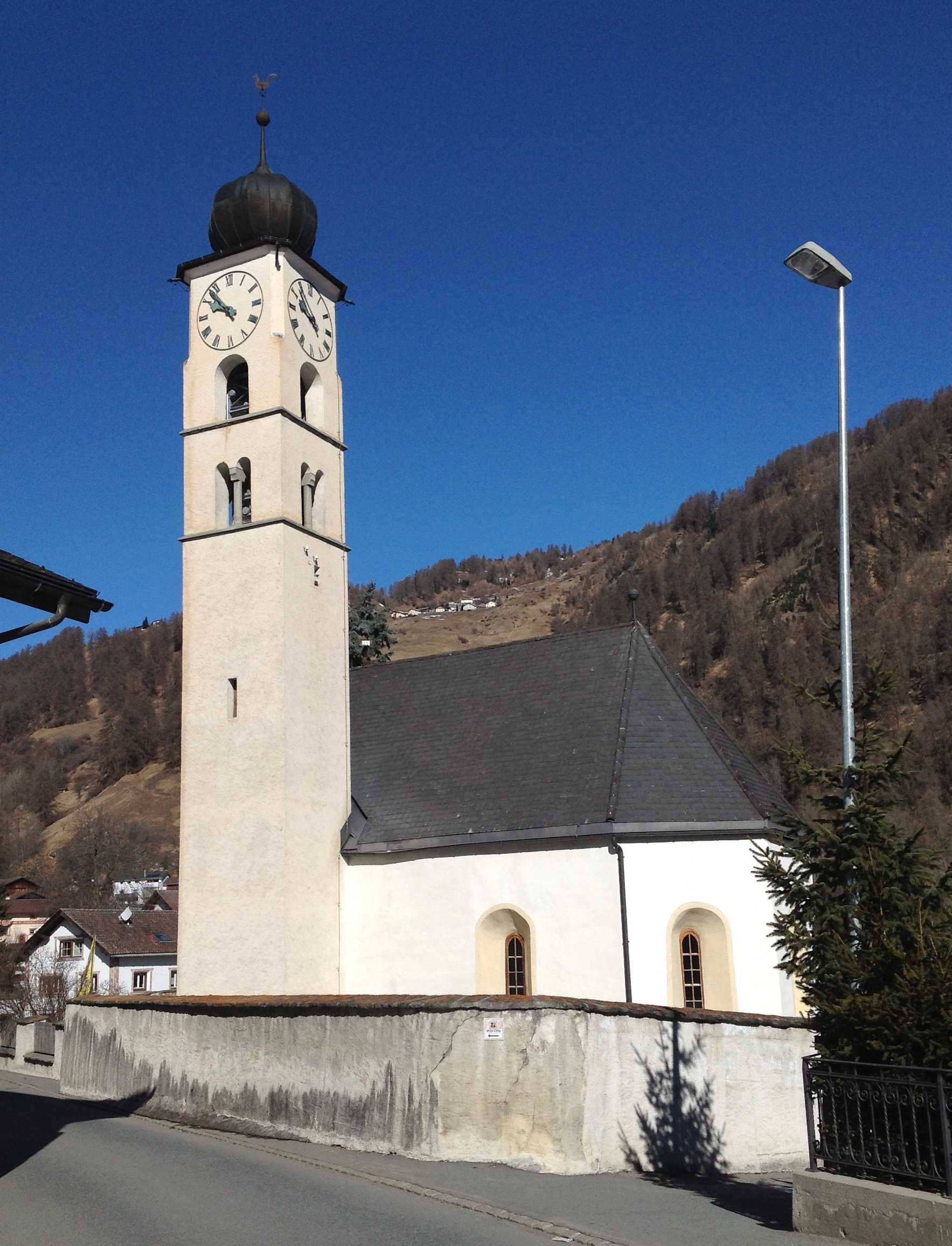
Reformierte Kirche

In den 1530er-Jahren wechselten die Bewohner nach der Reformation zum protestantischen Glauben. Für die katholischen Gläubigen wurde 1896 die katholische Kirche erbaut.

### Herkunft und Nationalität
Von den Ende 2005 200 Bewohnern waren 193 Schweizer Staatsangehörige.

## Verkehr
Die Gemeinde ist durch die Postautolinie Zernez–Mals ans Netz des öffentlichen Verkehrs angeschlossen.

## Sehenswürdigkeiten

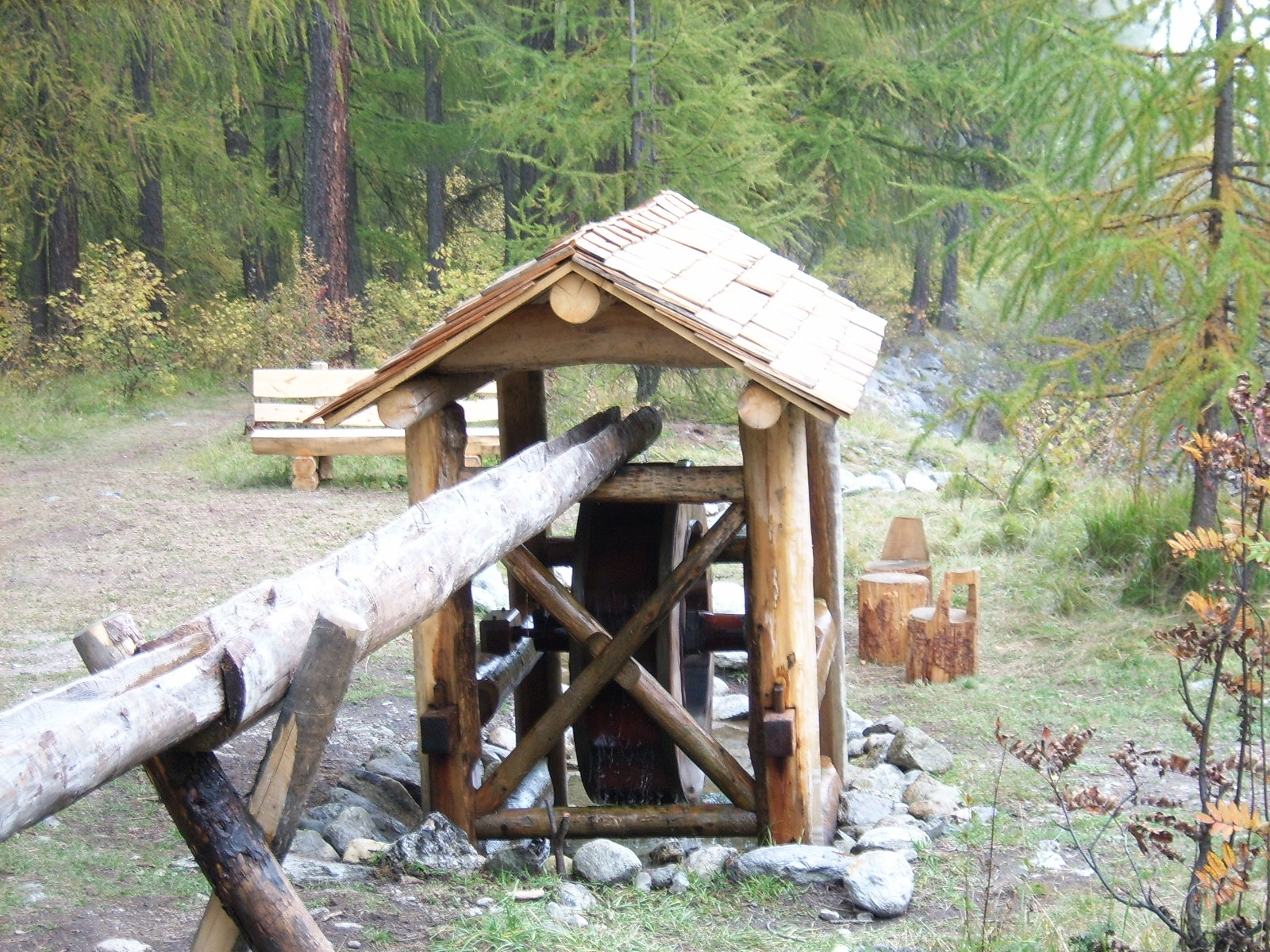
Wanderweg Senda Trafögl

- Unter Denkmalschutz steht die reformierte Dorfkirche.
- In der Chasa Jaura steht das Talmuseum des Münstertals.[2]
- Wohnhaus Melcher, erbaut um 1800, spätes Beispiel eines Herrenhauses[3]
- Drei Chorfenster in der katholischen Kirche von August Wanner[4]
- Mitte September 2006 wurde rund um Valchava der etwa 5 km lange Naturerlebnispfad Senda Trafögl eingeweiht. Dieser ist in vier Erlebnisbereiche unterteilt, die sich an den vier Elementen Wasser, Luft, Erde und Feuer orientieren (siehe auch: Vier-Elemente-Lehre). Der Weg beginnt auf der nördlichen Talseite und führt zunächst in Richtung Westen entlang des Rombach (in diesem Teil beschäftigt er sich mit dem Element Wasser), steigt dann bis auf 1552 Meter an (Element Luft), um dann in Höhe Rünca Sot abzufallen und die Talstrasse zu queren. Er setzt sich auf der Südseite des Tals mit den Elementen Erde und Feuer auseinander und steigt dabei auf maximal 1648 Meter an. Dabei dominieren u. a. Holzschnitzereien und Metallskulpturen. Er endet in etwa in Höhe des alten Kalkofens am Rande von Valchava.

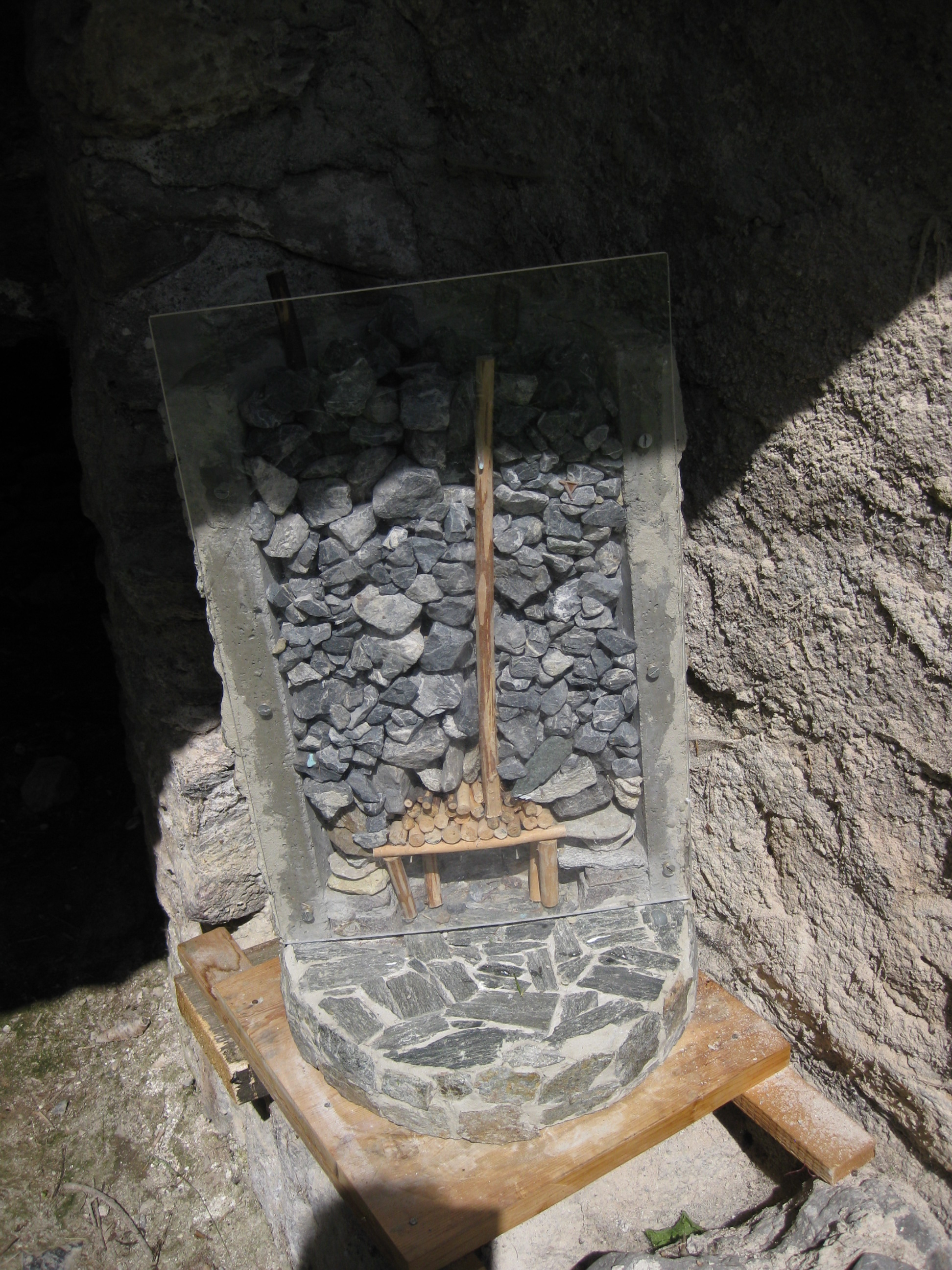
Darstellung der Ofenschichtung. Füllgut ist calciumcarbonatreicher Kalkstein

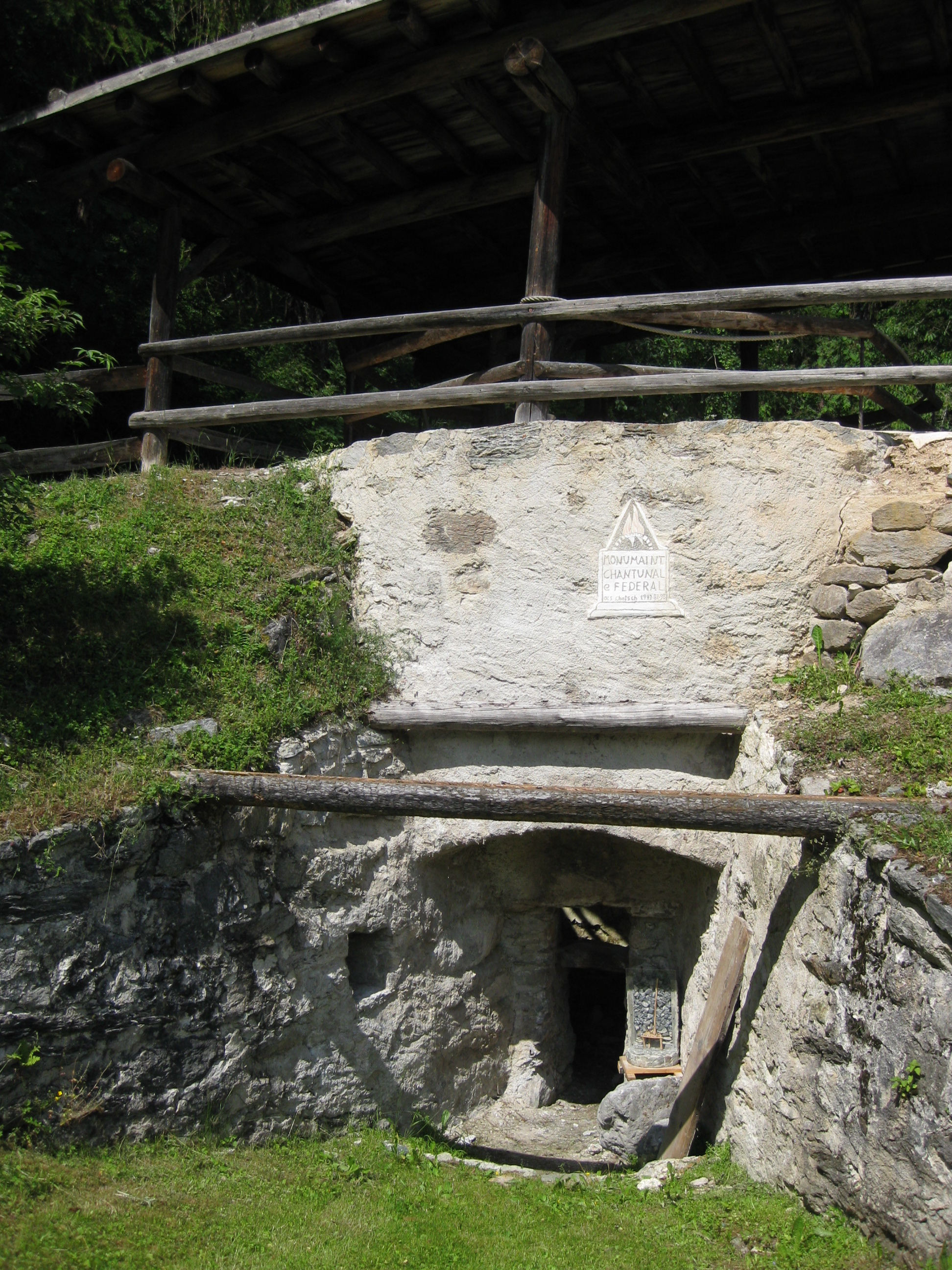
Aussenansicht des Kalkofens

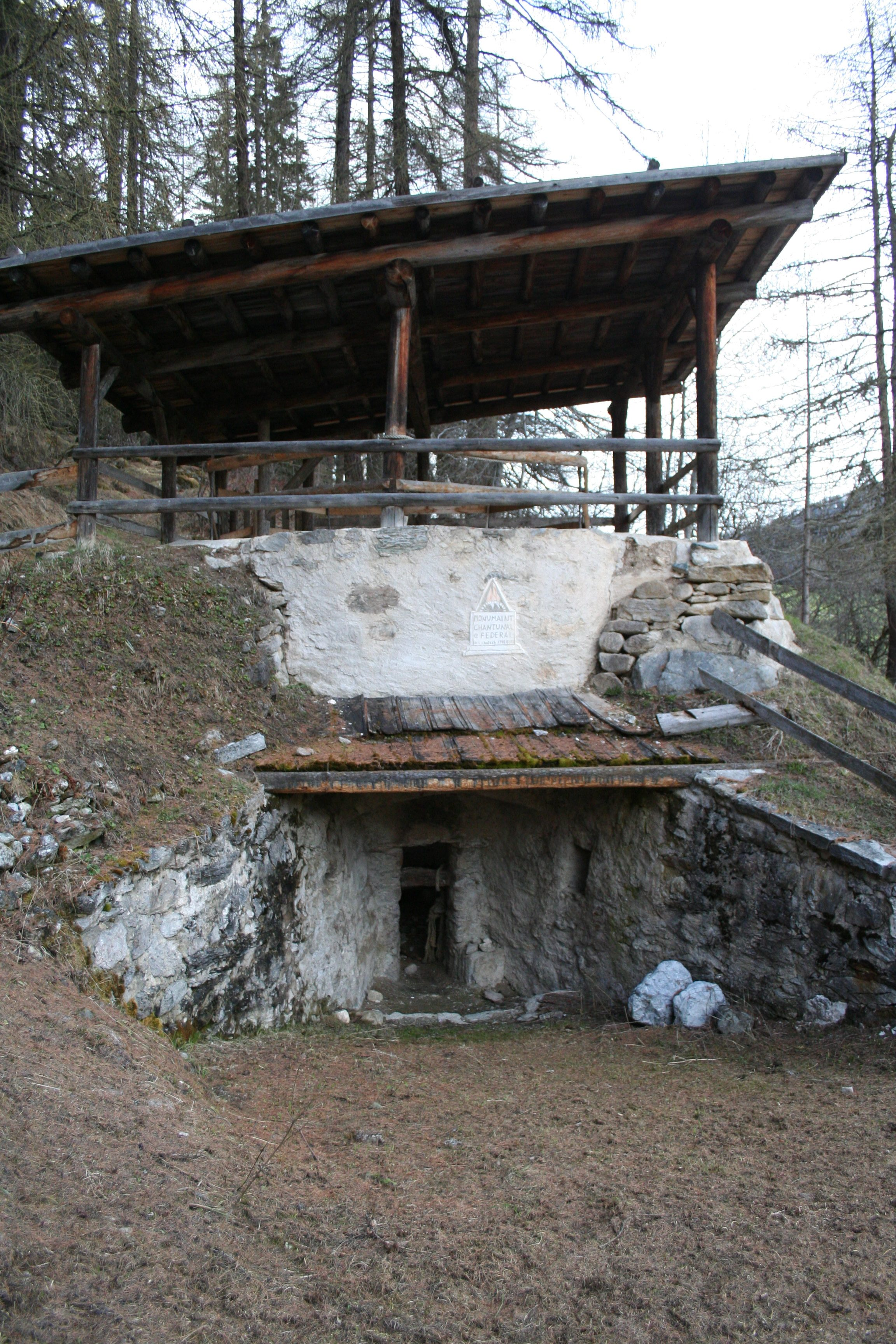
Historischer Kalkofen

- Südlich des Dorfes steht am Waldrand ein mehrere hundert Jahre alter Kalkofen (Chalchera im rätoromanischen Idiom Vallader), der 1943 letztmals verwendet wurde. Er wurde 1982 renoviert. Der entstehende Kalk diente der Mörtelherstellung und dem Verputzen von Wänden.

## Persönlichkeiten
- Not Bott (* 14. Mai 1927 in Valchava; † 24. November 1998 in Poschiavo), Holzbildhauer. Kunst am Bau und Platzgestaltung.[5]